# Diversidad sexual en los Países Bajos
Las personas LGBTI en los Países Bajos son generalmente aceptadas y están protegidas legalmente contra la discriminación. Los Países Bajos son conocidos por su postura liberal respecto a asuntos personales como la orientación sexual e identidad de género, siendo uno de los países más progresistas del mundo en cuanto a derechos LGBT y aceptación social. Sus ciudadanos han mostrado una gran tolerancia hacia la homosexualidad y han apoyado ampliamente la igualdad de derechos para las personas del colectivo LGBTI, aunque también haya sectores de cristianos conservadores y musulmanes que tienen opiniones más conservadoras con respecto a las normas sexuales, no obstante estos grupos son una pequeña minoría.

## Historia

### Desde independencia hasta 1940

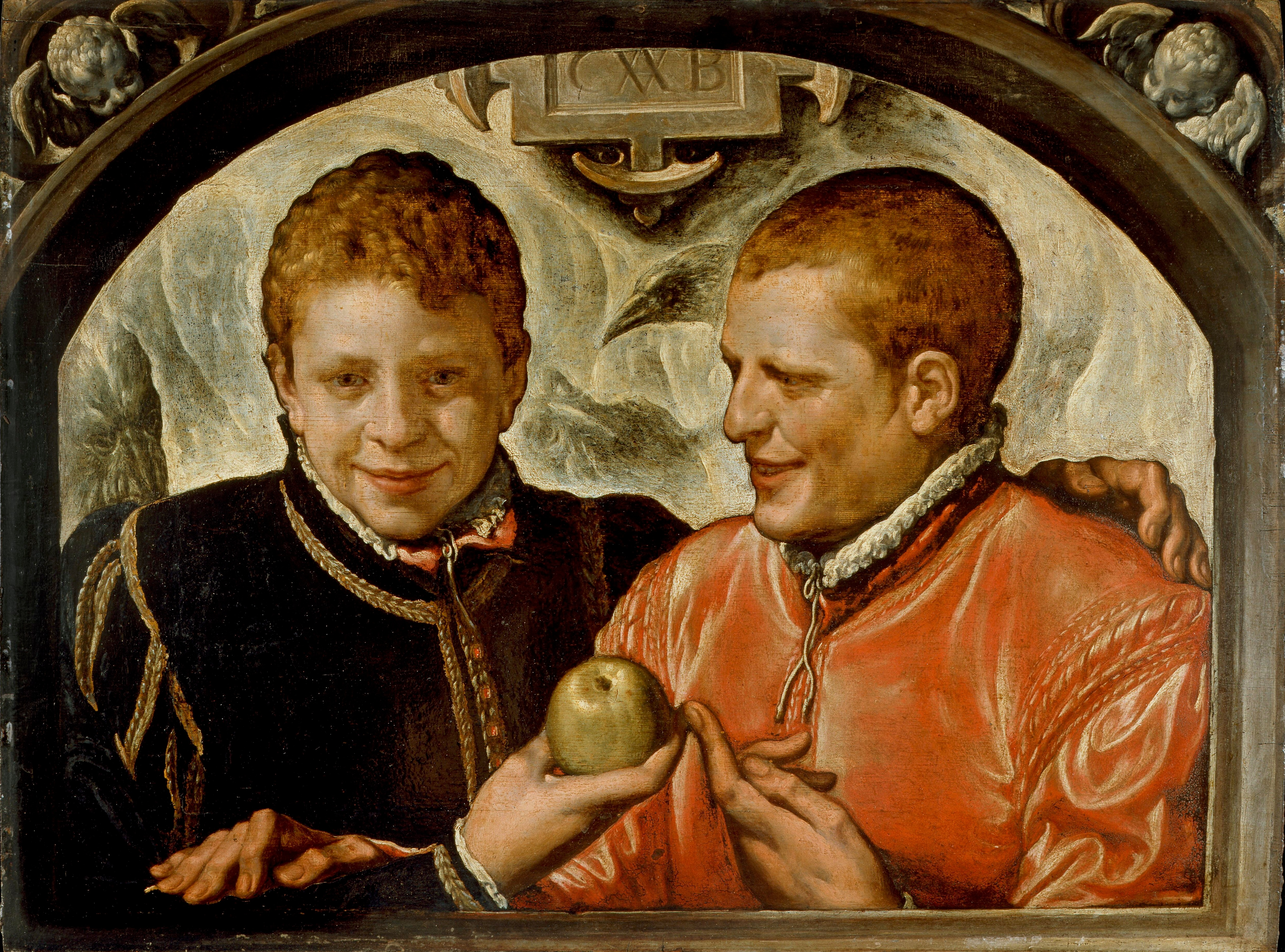
Dos hombres jóvenes (hacia 1590) de Crispin van den Broeck se ha interpretado a menudo como una pareja homosexual, sobre todo por el símbolo de la manzana invertida que el más joven parece entregar al mayor, una clara referencia a la manzana que Eva entregó a Adán.

En 1730 los Países Bajos aprobó su propia ley de sodomía que declaraba la homosexualidad delito condenado con la pena de muerte, mientras formó parte del imperio alemán y del español estuvo sometida a las disposiciones y leyes imperiales que también la condenaban con la muerte. Cientos de personas fueron ejecutadas acusadas de homosexualidad hasta 1811, cuando Francia invadió el país e instauró el código penal francés, que no consideraba delito las relaciones sexuales entre adultos que consintieran, dejando así legalizadas las relaciones homosexuales entre adultos. Tras la independencia, en 1813, no se volvió a promulgar ninguna ley contra la sodomía. Sin embargo, en 1911 el gobierno conservador que estaba en el poder aprobó el artículo 248bis que aumentaba la edad de consentimiento sexual para los homosexuales a 21 años, manteniéndola en 16 años para los heterosexuales. Además de esta discriminación en la época se usaban frecuentemente contra los gais las leyes de "indecencia pública".
En respuesta a esta nueva ley se organizó una división holandesa del Comité científico humanitario bajo la dirección de Jacob Schorer. La organización fue clausurada con la invasión alemana durante la Segunda Guerra Mundial

### Represión nazi (1940-1945)
Los Países Bajos fueron ocupados por la Alemania nazi de 1940 hasta 1945, con esta invasión durante la II Guerra Mundial, las relaciones homosexuales fueron ilegalizadas, como en el resto de los territorios ocupados por el régimen.

### De la ilegalidad a la aceptación (1945-1980s)
El movimiento LGBT holandés resucitó en 1945 con la creación del Centro de cultura y recreación en la La Haya dirigida por Niek Engelschman, que publicó Levensrecht (Derecho a vivir), para combatir la opinión asentada desde finales de la década de los 40 hasta los años 60 en los médicos neerlandeses y la Iglesia que veían a la homosexualidad como a una enfermedad mental o vicio menor. 
La revolución sexual de los años 60 transformó la sociedad neerlandesa, por ejemplo se legalizó al adulterio, la pornografía y el aborto, estos cambios mostraban una diferente forma de ver las cosas, más tolerante con todo. En 1971 el artículo 248bis fue derogado y en 1973 la homosexualidad dejó de ser considerada enfermedad.
También desde el final de la ocupación nazi, en los Países Bajos volvieron a surgir los movimientos en defensa del colectivo LGBT, también se crearon diversas publicaciones y, a partir del último cuarto de siglo, muchos homosexuales perdieron el miedo a declararse como tales, así como los partidos políticos liberales y de izquierdas empezaron a defender los derechos de este colectivo.

### Situación actual (1980-actualidad)

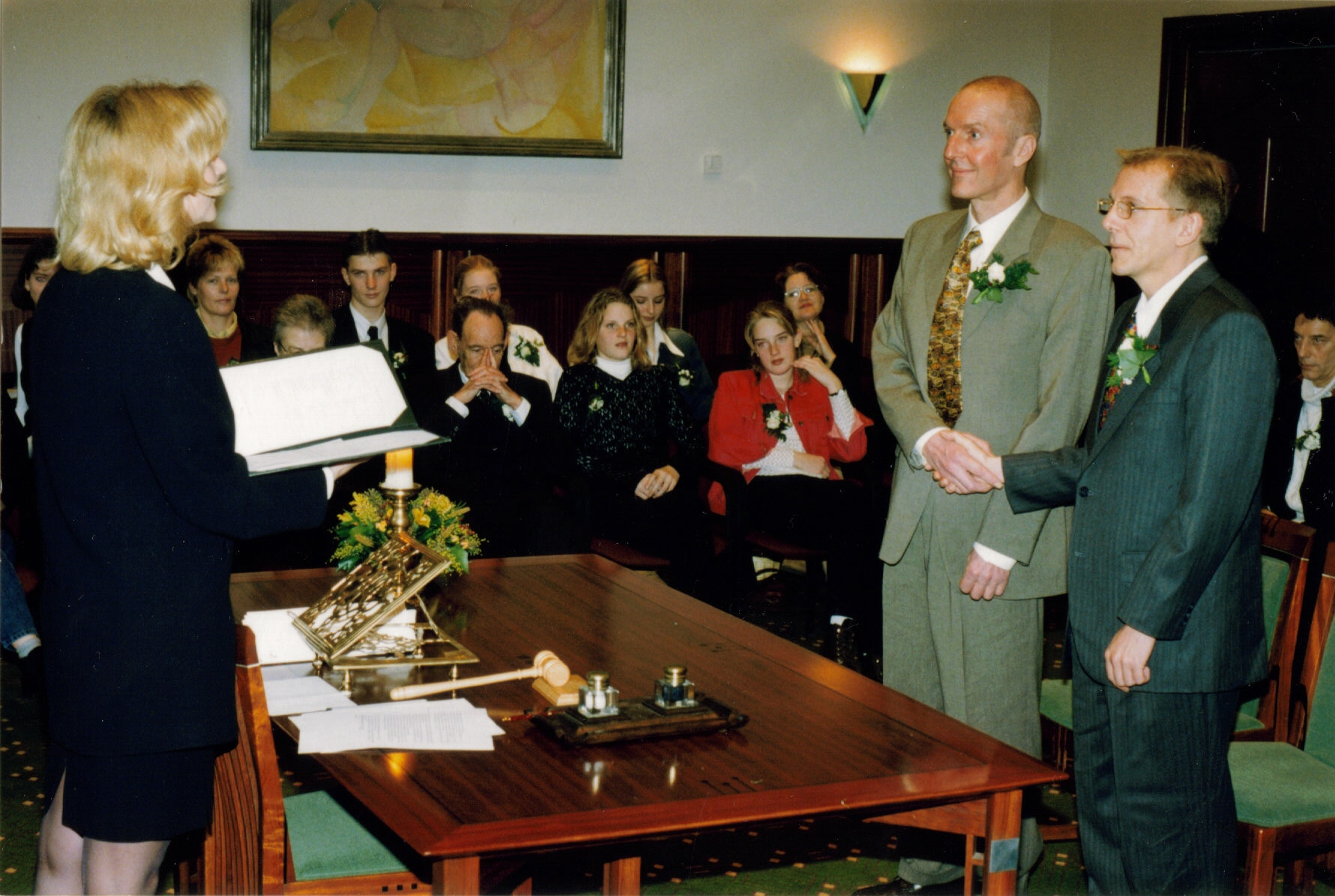
Matrimonio gay en los Países Bajos.

En los años 80 la pandemia del sida provocó que el colectivo gay cambiase de hábitos sexuales con tal de practicar sexo seguro. Gracias a la exitosa educación sexual neerlandesa, se ha logrado una baja tasa de contagios. Pese a ello, los hombres que hayan mantenido relaciones sexuales con otros varones están vetados en el caso de que quisieran donar sangre. 
Respecto a los derechos del colectivo gay, se han visto claramente incrementados con la aprobación de las uniones civiles en 1998, y posteriormente al ser el primer país del mundo en legalizar el matrimonio igualitario en 2001, con plenos derechos incluido el de adopción. Según los datos del Eurobarómetro realizado entre septiembre y octubre de 2006, el 82% de los ciudadanos neerlandeses estaban de acuerdo con el matrimonio entre personas del mismo sexo (la tasa más alta del mundo y casi doblando el 44% de la media comunitaria de la Unión Europea).